# Aeroportul A-306
Aeroportul A-306 (IATA: QUN, ICAO: RKNC) este un aeroport din Coreea de Sud.
aeroportul dispune de o singură pistă.